# Повіт Мінамі-Цуру
Пові́т Міна́мі-Цу́ру (яп. 南都留郡, みなみつるぐん, МФА: [mʲinamʲi t͡suɾu guɴ]) — повіт в префектурі Яманасі, Японія.